# Vườn quốc gia Miguasha
Vườn quốc gia Miguasha (tiếng Pháp: Parc national de Miguasha) là một vườn quốc gia nằm gần Carleton-sur-Mer, trên bán đảo Gaspé, Quebec, Canada. Được thành lập vào năm 1985 bởi Chính phủ Québec, vườn quốc gia đã được công nhận là một di sản thế giới vào năm 1999, bởi sự giàu có của các hóa thạch biểu hiện trong hầu hết khoảng thời gian quan trọng của quá trình tiến hóa sự sống trên Trái Đất. Địa điểm hóa thạch này còn được biết đến với một số tên gọi như Hóa thạch Miguasha, Vịnh Hóa thạch Escuminac, Vách đá Hugh-Miller hay Vịnh Scaumenac.

## Mô tả
Tại đây trưng bày các hóa thạch với hơn 9.000 mẫu cá và thực vật hóa thạch. Một số loài cá, động vật và hóa thạch bào tử tìm thấy ở Miguasha là những loài quý hiếm và cổ xưa. Ví dụ, Spermasposita được cho là một trong những chi thực vật có hoa lâu đời nhất trên Trái Đất.
Vườn quốc gia Miguasha được coi là bảo tàng hóa thạch cổ sinh học lớn nhất thế giới từ thời kỳ Devon, được biết đến là "Thời kỳ của Cá". Năm trong số sáu nhóm cá hóa thạch chính từ thời kỳ này (có niên đại từ 370 triệu năm trước) có thể tìm thấy ở đây. Một số lượng lớn của một số mẫu hóa thạch được bảo quản tốt nhất của cá vây thùy, tổ tiên của Động vật bốn chân được tìm thấy ở đây.
Các vách đá ven biển là các tầng đá trầm tích xám của tầng Devon. Chúng bao gồm các lớp đá sa thạch và đá phiến sét có niên đại 350-375 triệu năm tuổi. Khu vực ngày nay hỗ trợ chủ yếu là các cánh rừng bạch dương, dương và linh sam.